# Château de Neuburg
Le château de Neuburg est un château fort, aujourd'hui en ruine, situé sur le territoire de la commune grisonne d'Untervaz, en Suisse.

## Histoire
Probablement bâti à l'origine par la famille des Thumb von Neuburg à la fin du XIIIe siècle, le château est mentionné par écrit pour la première fois en 1345. Il passa entre les mains de plusieurs propriétaires, dont l'évêché de Coire entre 1496 et 1577 avant d'être racheté par la commune d'Untervaz. C'est à cette époque qu'il est abandonné et commence progressivement à se délabrer.
L'ensemble est inscrit comme bien culturel d'importance nationale.

## Sources
- (de) Cet article est partiellement ou en totalité issu de l’article de Wikipédia en allemand intitulé « Burg Neuburg (Untervaz) » (voir la liste des auteurs).